# Фермобиль
Фермобиль или Фермомобиль — транспортное средство, приспособленное движению по дискретной колейной дороге. Он был спроектирован в Братском филиале Иркутского Политехнического Университета для северных широт Советского Союза.

## Технические характеристики
Пути фермобиля состоят из 2—3 метровых опорно-направляющих трасс, которые проложены на опорные сваи высотой 1,5—2,5 м. Среднее расстояние между опорами — 50 м. Длина движущегося состава-фермы — 120 м, ширина и высота — по 20 м. Максимальная скорость — 100 км/час, грузоподъемность — до 220 тонн.
Ферма перемещается на рольганге — многочисленных роликах с ребордами, которые приводятся в движение электромотором.

## Применение
Несмотря на то, что строительство и эксплуатация такого транспорта обошлось бы гораздо дешевле, чем железнодорожные пути, на данный момент полномасштабной действующей модели фермобиля не существует.

## Прототип
Прототипом фермобиля являются приводные роликовые конвейеры (рольганги) различных типов, широко применяемые в промышленности. Основные отличия — в расстоянии между опорами: в рольгангах оно не превосходит десятков сантиметров, в фермобиле предполагается расстояние в десятки метров, причём ролики с моторами расположены непосредственно на фермобиле.